# Даймонд, Ларри
Ларри Джей Даймонд (англ. Larry Jay Diamond; род. 2 октября 1951 года) — американский политолог и ведущий современный учёный в области изучения демократии. Он является профессором социологии и политологии (любезно предоставлен) в Стэнфордском университете и старшим научным сотрудником в Институте Гувера, консервативном политическом аналитическом центре. В Стэнфорде он преподает курсы по демократическому развитию и руководит программой по демократии в Центре демократии, развития и верховенства права. Он много публиковался в области внешней политики, иностранной помощи и демократии.
Даймонд также является старшим научным сотрудником Института международных исследований им. Фримена Спогли, который является главным центром исследований по международным проблемам Стэнфордского университета. В Институте Даймонд является директором Центра по вопросам демократии, развития и верховенства права. Последний CDDRL[ таймфрейм? ] достижение было достигнуто весной 2011 года благодаря созданию технологического сообщества между площадью Тахрир (Каир, Египет) и Силиконовой долиной (район Калифорнийского залива). Это сообщество было полностью сосредоточено на оказании помощи в мобилизации протестующих в Египте, которые в конечном итоге помогли в падении авторитарного президента Хосни Мубарака.
Даймонд был советником во многих правительственных и международных организациях в различные моменты своей жизни, включая Государственный департамент США, ООН, Всемирный банк и Агентство США по международному развитию. Он является одним из основателей и соредактором Journal of Democracy, издаваемого Национальным фондом демократии. Он также является координатором Проекта Ирана по демократии в Институте Гувера вместе с Аббасом Милани и Майклом Макфолом.

## Образование
Даймонд получил образование в Стэнфордском университете, получив степень в области политической организации и поведения в 1974 году, степень магистра в Стэнфордском институте пищевых исследований в 1978 году и степень доктора философии в социологии в 1980 году.

## Карьера
Даймонд был доцентом кафедры социологии в Университете Вандербильта (1980—1985). Он был содиректором-основателем Международного форума демократических исследований (1994—2009) под эгидой Национального фонда за демократию.
В число правительственных и неправительственных учреждений, которые он консультировал, входит Агентства США по международному развитию, где Даймонд был консультантом с 2002 по 2003 год.
Даймонд был назван «Учителем года» Стэнфорда в мае 2007 года. На церемониях открытия в июне 2007 года он был награждён премией Динкельшпиля за особый вклад в обучение студентов. Среди множества причин, по которым Даймонд получил эту награду, было упомянуто, что он способствовал диалогу между еврейскими и мусульманскими студентами.
Он был консультантом по диссертации Regina Ip, бывшей начальницы полиции в Гонконге во время её учёбы в Стэнфорде.
В начале 2004 года Даймонд был старшим советником по управлению Коалиционной временной администрацией в Ираке.
Его книга « Потерянная победа: американская оккупация и несостоятельная попытка принести демократию в Ирак», опубликованная в 2005 году, была одним из первых публичных критических анализов американской стратегии США после вторжения в Ирак.
В 2006 году профессор Даймонд был среди людей, опрошенных Исследовательской группой по Ираку, которую возглавляли Джеймс Бейкер и Ли Х. Гамильтон.

## Взгляды на демократию
Несмотря на всплеск демократии во всем мире вплоть до 1990-х годов, Даймонд считает, что демократия должна улучшиться там, где она уже существует, прежде чем она сможет распространиться на другие страны. Он считает, что решение проблемы управления страной, а не её экономики, является ответом. Каждая демократическая страна должна нести ответственность за хорошее управление, а не только тогда, когда это подходит им. Без значительных улучшений в управлении экономический рост не будет устойчивым. Как заявил Даймонд в своей книге «Дух демократии: борьба за построение свободных обществ во всем мире», «чтобы демократические структуры выдержали — и были достойны выносливости — они должны прислушиваться к голосам своих граждан, участвовать в их участии, терпеть их протестует, защищает их свободы и отвечает их потребностям».
Diamond написал и отредактировал много статей о развитии демократии и её нынешнем спаде на международном уровне. В своем документе «Демократический откат: возрождение хищного государства» Даймонд заявляет, что одной из главных причин этого спада в демократии является всплеск молодых демократических стран, которые используют фальсифицированные выборы, сильное запугивание любой оппозиционной политической партии, и неудержимое расширение исполнительной власти. Что ещё хуже, так это то, что многие из этих стран все ещё воспринимаются западными государствами как демократии. Он цитирует Владимира Путина в России и Уго Чавесав Венесуэле в качестве примеров. Из-за роста этих коррумпированных полудемократий, которые Даймонд называет электоральным авторитаризмом, во всем мире упало доверие к демократии, особенно в развивающихся странах.
В отличие от многих других политологов, Даймонд не считает экономическое развитие или его отсутствие как фактор номер один в упадке демократии. Даймонд заявляет, что эффективность правительства является первой проблемой. Если правительство не сможет обеспечить безопасное и равное экономическое и политическое игровое поле, тогда любая работа по содействию экономическому развитию будет бесполезной. В качестве примера он приводит президента Кении Мваи Кибаки. Кибаки помог Кении достичь некоторых из самых высоких уровней экономического роста, но не смог справиться с массовой коррупцией, которая привела к заявлениям о мошенничестве на президентских выборах 2007 года, которые, в свою очередь, переросли в насилие.
Даймонд считает, что если в демократических государствах не улучшится управление, люди повернутся к авторитарным альтернативам. Это приведет к хищным состояниям. Хищные государства производят хищные общества: люди не получают богатства и лучшего качества жизни способами, выгодными для всей страны, но становятся богатыми, пользуясь властью и привилегиями, крадя у государства и уменьшая силу закона. Чтобы гарантировать отсутствие хищных государств, необходимо создать институты для установления контроля и порядка.
Чтобы демократия могла быть возрождена и поддержана во всем мире, США и другие развитые страны должны сыграть свою роль. США должны в первую очередь оказывать финансовую помощь странам, которые используют деньги для дальнейшего развития своего управления. Эта избирательность определена в «Счете вызовов тысячелетия» (часть внешней политики Буша). В соответствии с этой политикой говорится, что страна будет получать помощь в зависимости от того, «справедливо ли они управляют, вкладывают ли они средства в базовое здравоохранение и образование и способствуют ли они экономической свободе». Важно помнить, что продвижение демократии потребует времени и усилий.

## Книги
Собственные книги:
- Плохой ветер: спасение демократии от российской ярости, китайских амбиций и американского самоуспокоенности, Пингвин Пресс, 2019 ISBN 978-0-525-56062-3
- В поисках демократии, Рутледж, 2016
- Дух демократии, Таймс букс, 2008
- Потерянная победа: американская оккупация и неумелые усилия, направленные на привлечение демократии в Ирак, Owl Books, 2005, ISBN 0-8050-7868-1
- Развивающаяся демократия: на пути к консолидации, издательство Johns Hopkins University Press, 1999
- Поощрение демократии в 1990-х годах, Комиссия Карнеги по предотвращению смертельных конфликтов, 1995
- Класс, этническая принадлежность и демократия в Нигерии, издательство Сиракузского университета, 1988

Книги, для которых он был редактором, включают:
- Политическая культура и демократия в развивающихся странах
- Авторитаризм становится глобальным: вызов демократии, с Марком Ф. Платтнером и Кристофером Уокером
- Демократия в упадке? с Марком Ф. Платтнером
- Демократизация и авторитаризм в арабском мире, с Марком Ф. Платтнером
- Будет ли демократизация Китая?, с Эндрю Дж. Натаном и Марком Ф. Платтнером
- Демократия в Восточной Азии: новый век с Юн-ханом Чу и Марком Ф. Платтнером
- Технология освобождения: социальные медиа и борьба за демократию с Марком Ф. Платтнером
- Политика и культура в современном Иране с Аббасом Милани
- Демократия в развивающихся странах, серия из четырёх томов, с Хуаном Дж. Линцем и Сеймуром Мартином Липсетом